# 卡斯托鎮區 (密蘇里州斯托達德縣)
卡斯托鎮區（英語：Castor Township）是位於美國密蘇里州斯托達德縣的一個行政鎮區。

## 地方資料
卡斯托鎮區的面積為281.95平方千米，當中陸地面積為280.25平方千米，而水域面積為1.70平方千米。根據2020年美國人口普查的數據，當地共有人口4674人，而人口密度為每平方千米16.58人。